# 大桥河 (小河底河)
大桥河，又称三岔河，位于中国云南省石屏县北部，是小河底河左岸支流，上游又称白黄浪河，发源于龙朋镇东南部鲁土格村委会龙尾村附近的尖脑山，蜿蜒向西流经鲁土格村、新城乡盘指挥村委会河头、湾子寨、新城村委会、马扒岭村委会邑杯勒、邑黑亩，大桥乡小寨村委会大河边、大桥村委会等地，最后于牛达村委会白叶寨汇入小河底河。河流全长61.8公里，流域面积722.6平方公里，落差1025米，年均径流量1.41亿立方米。